# Liste der Monuments historiques in Rostrenen
Die Liste der Monuments historiques in Rostrenen führt die Monuments historiques in der französischen Gemeinde Rostrenen auf.

## Liste der Bauwerke
| Bezeichnung          | Beschreibung    | Standort | Kennzeichnung | Schutzstatus | Datum | Bild           |
| -------------------- | --------------- | -------- | ------------- | ------------ | ----- | -------------- |
| Kirche Notre-Dame    |                 | (Lage)   | PA00089573    | Classé       | 1913  | weitere Bilder |
| Brunnen              | 16. Jahrhundert | (Lage)   | PA00089572    | Classé       | 1909  | weitere Bilder |
| Kapelle St-Jacques   |                 | (Lage)   | PA00089571    | Classé       | 1909  | weitere Bilder |
| Chapelle de Locmaria | Kapelle         | (Lage)   | PA00089570    | Inscrit      | 1964  | weitere Bilder |

## Liste der Objekte

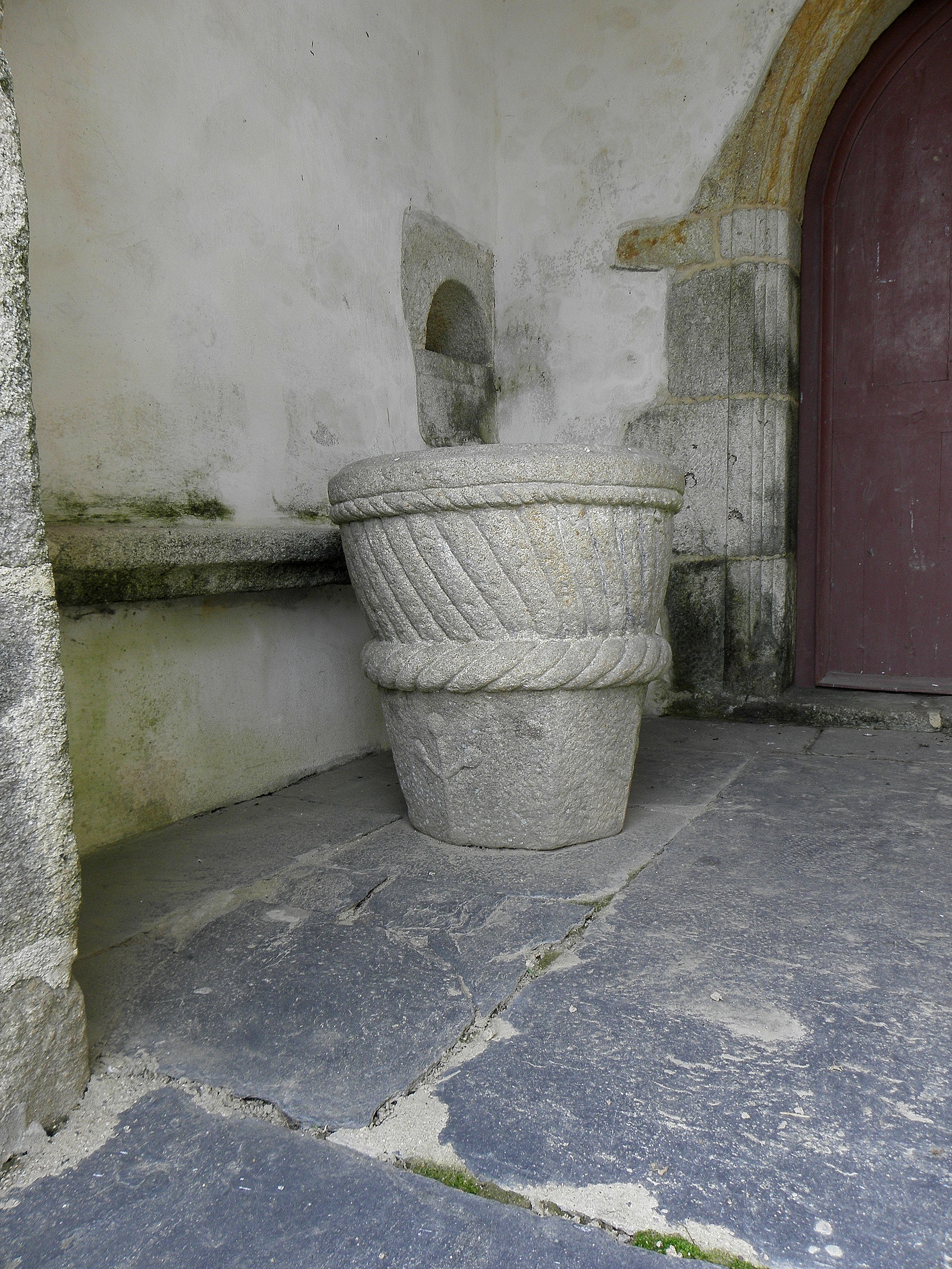
Weihwasserbecken (17. Jahrhundert) in der Kirche St-Claude

- Monuments historiques (Objekte) in Rostrenen in der Base Palissy des französischen Kultusministeriums